# Dragsholm
Dragsholm is een voormalige gemeente in Denemarken. De oppervlakte bedroeg 152,47 km². De gemeente telde 13.820 inwoners waarvan 6965 mannen en 6855 vrouwen (cijfers 2005). Dragsholm telde in juni 2005 425 werklozen. Er waren 5546 auto's geregistreerd in 2004.
Na de herindeling van 2007 werden de gemeentes Dragsholm, Nykøbing-Rørvig en Trundholm bij de gemeente Odsherred gevoegd.

## Overleden in Dragsholm
- James Hepburn

- Library of Congress Control Number: no2001005388
- Nationale Bibliotheek van Israël: 987007484782805171
- Virtual International Authority File: 148074431
- WorldCat: E39PBJfCC4WTpTM6r864fRdhHC